# General Electric GE9X
El General Electric GE9X es un turbofan de alto bypass en desarrollo por General Electric para el Boeing 777X. Primero corrió en tierra en abril de 2016 y voló por primera vez el 13 de marzo de 2018; impulsará el vuelo inaugural del 777-9 en 2019 y estaba prevista su entrada en servicio en 2020. Derivado de General Electric GE90 con un fan más grande, materiales avanzados como CMC, mayor relación de bypass y relaciones de compresión, debería mejorar la eficiencia del combustible en un 10 % con respecto a su predecesor. El motor tiene un empuje de 105 000 lbf (470 kN).

## Desarrollo
En febrero de 2012, GE anunció estudios sobre un derivado más eficiente, denominado GE9X, para impulsar el nuevo avión Boeing 777X-8/9. Tenía que tener el mismo diámetro de ventilador de 128 pulgadas (325 cm) que el GE90-115B con empuje reducido en 15 800 lbf (70 kN) a una nueva clasificación de 99 500 lbf (443 kN) por motor. El motor -8X debía reducirse a 88 000 lbf (390 kN). 
En 2013, el diámetro del ventilador aumentó de 3.5 pulgadas (9 cm) a 132 pulgadas (335 cm). En el momento del lanzamiento del 777X en noviembre de 2013, su diseño debería estar finalizado para 2015, el primer motor se probaría en 2016, las pruebas de vuelo debían debutar en 2017 y la certificación debería realizarse en 2018. En 2014, el empuje se incrementó de 102 000 a 105 000 lbf (450 a 470 kN) y diámetro del ventilador a 133.5 pulgadas (339 cm).

### Pruebas

#### Primer motor de prueba
El primer motor a prueba (FETT) completó su primera prueba en abril de 2016. Con 375 ciclos y 335 horas de prueba, validó su arquitectura (como un sistema, en oposición a un grupo de módulos) para el rendimiento aerodinámico, la verificación del sistema mecánico y la aerotermia. Validación de calefacción.

#### Prueba de clima frío.
El GE9X se sometió a pruebas de formación de hielo en invierno de 2017. El FETT se utilizó finalmente para 50 puntos de prueba de clima frío, como niebla brisa natural o condiciones de formación de hielo natural. Las modificaciones menores incluyeron el ajuste de un par de piezas con fabricación aditiva para un par de pivotes, utilizados dentro de un mes; La certificación y evaluación de la formación de hielo se terminará en el invierno 2017-2018 en Winnipeg, Manitoba.
Con las pruebas que necesitan simular condiciones de gran altitud, el GE9X debe estar libre de engelamiento de cristales de hielo (engelamiento del núcleo), lo cual fue un problema para el GEnx, pero es más conocido, así como también el hielo de escarcha tradicional. Las mejoras desarrolladas para el GEnx fueron las puertas de la válvula de derivación variable: el flujo de aire se mejora por la forma en que se abren hacia el interior del flujo entre el compresor de presión alta y el impulsor, expulsando el hielo y la arena de forma natural y evitando que entren en el núcleo.

#### Segundo motor a prueba
Los ajustes menores entre FETT y el segundo motor a prueba (SETT) son fundamentales para alcanzar sus objetivos de eficiencia: en la garganta entre la salida de la turbina HP en la entrada de la turbina LP, el punto de compresión de la turbina se modifica para establecer la línea de operación del compresor, turbina y un ventilador de 134.5 pulgadas (342 cm). Las cuchillas en la parte posterior del compresor HP de 11 etapas tienen un poco más de 1 pulgada (25 mm) de altura. La holgura de la punta de la parte delantera del compresor HP se modificó a medida que se ajustó el compresor desde las pruebas iniciales a principios de 2013. El SETT parece cumplir con los puntos de diseño de funcionamiento y función de flujo. Sus pruebas comenzaron el 16 de mayo de 2017, en Peebles, Ohio, 13 meses después de FETT; Es el primero en construirse para el estándar de producción finalizado para la certificación. Durante las condiciones de prueba extremas para la prueba de bloque FAA 150 h, los brazos de palanca del actuador de estator variable (VSV) fallaron y su rediseño llevó a un retraso de 3 meses. Se unieron otros cuatro motores de prueba en mayo de 2018.

#### Campaña de certificación
El programa de certificación comenzó en mayo de 2017. Otros ocho motores de prueba participarán en la campaña de certificación, más uno para la certificación ETOPS configurada con una barquilla Boeing. Un núcleo que se ejecutará en Evendale, Ohio, celda de prueba de altitud para pruebas aeromecánicas y vibratorias y motores de prueba 003, 004 y 007 se está ensamblando para completarse en 2017, y el cuarto motor será probado en tierra en el tercer trimestre Antes de volar en el banco de pruebas más tarde en el año desde Victorville, California. Desde principios de 2018, se entregarán ocho motores de conformidad más un par de repuestos para los cuatro aviones de prueba de vuelo 777-9. Su certificación de tipo está prevista para el cuarto trimestre de 2018. Para noviembre de 2017, se habían probado cinco motores.
El segundo motor pasará la prueba de bloque FAA 150 h en sus límites operativos, funcionando en condiciones de línea roja triple: velocidad máxima del ventilador, velocidad máxima del núcleo y temperatura máxima del gas de escape. El tercer motor se encuentra en Peebles, Ohio, mientras que el quinto viajará a Winnipeg para las pruebas de formación de hielo a partir de finales de 2017, mientras que otros tres motores se encuentran actualmente en ensamblaje. Los primeros motores de prueba de vuelo 777X se enviarán en 2018 para un vuelo inicial de 777-9 a principios de 2019. Una cuarta parte de las pruebas de certificación se realizaron en mayo de 2018: formación de hielo, viento cruzado, entrada, ventilador y aeromotor de refuerzo, aeromecánica de turbina HP y levantamiento térmico.

#### Pruebas de vuelo
Como es más grande que el GE90, para la prueba se ajusta solo al 747-400 con los amortiguadores de engranajes principales más grandes y los neumáticos más grandes y no al banco de pruebas anterior de -100 GE, y el motor probado está inclinado 5° más que el CF6 original. Boeing construye un pilón grande, especialmente diseñado para el banco de pruebas. Suspendido en un puntal de 19 pies (580 cm), el cuarto motor del programa se montó en noviembre para comenzar las pruebas de vuelo a fines de 2017. El ventilador de 134 pulgadas (340 cm) está encerrado en una barra de 174 pulgadas (440 cm) Góndola, con 1,5 pies (0,46 m) de distancia al suelo. Su peso es de 40 000 lb (18 t) con su pilón personalizado y refuerzo de ala, en comparación con 17 000 lb (7.7 t) para los CF6-80C2s y su pilón.
En febrero de 2018, el primer vuelo del GE9X se retrasó debido a los problemas descubiertos en los brazos de palanca de las palas del estátor variable (VSV) HPC. Estos deben cambiarse para el motor de producción, pero no afectarán su flujo. También es una rutina que A Check descubrió límites de corrosión en la caja del ventilador y de los aerodinámicos de la turbina HP en los motores CF6 del 747 del banco de pruebas. Primero voló el 13 de marzo con el diseño anterior del brazo de palanca externo VSV. A principios de mayo, la primera fase de prueba de vuelo de dos se concluyó después de 18 vuelos y 110 horas: después de revisar el avión y los sistemas, se exploró la envolvente de gran altitud GE9X y se evaluó el rendimiento de su crucero, la segunda fase está programada para comenzar en el tercer cuarto
Para octubre de 2018, se completó la mitad de la certificación y se utilizaron ocho prototipos, principalmente en Peebles, Ohio: el número 1 se almacenará; el blade-out se separará deliberadamente del hub número 2 al momento del despegue; después de las pruebas en tierra con viento cruzado, el número 3 se usará para pruebas cíclicas y de carga del conjunto de cascada del inversor de empuje; el aerotransportado número 4 explorará más bordes de la envolvente del vuelo como bajas altitudes para las pruebas de certificación de vuelo de noviembre a marzo; número 5 probará la resistencia desequilibrada para verificar los niveles de vibración, antes de la certificación ETOPS; número 6 pasará las pruebas de ingestión más tarde en 2018; después de las pruebas de sobrecalentamiento de la turbina LP, número 7 sufrirá una segunda campaña de engelamiento en Winnipeg, Manitoba; número 8 se preparará a mediados de octubre para la prueba de resistencia de 150 h de la línea roja triple. Se espera que ocho motores de conformidad, más dos repuestos, a partir de noviembre en Everett, Washington, se instalen en el primer 777-9, para completar la mayoría de las pruebas de vuelo en 2019 y entren en servicio en 2020.

## Diseño
El GE9X debería aumentar la eficiencia del combustible en un 10 % sobre el GE90. Su relación de presión general de 61:1 debería ayudar a proporcionar un consumo de combustible específico (TSFC) un 5 % más bajo que el XWB-97 con costos de mantenimiento comparables al GE90-115B El empuje inicial de 105 000 lbf (470 kN) será seguido por 102 000 y 93 000 lbf (450 y 410 kN) variantes derivadas.
La mayor parte del aumento de eficiencia proviene de la mejor eficiencia de propulsión del ventilador de mayor relación de derivación. La relación de bypass está prevista para 10: 1. El diámetro del ventilador es de 134 pulgadas (340 cm). Tiene solo 16 cuchillas, mientras que el GE90 tiene 22 y el GEnx tiene 18. Esto hace que el motor sea más liviano y permite que el ventilador de baja presión (LP) y el propulsor giren más rápido para adaptarse mejor a su velocidad con la turbina LP. Las aspas del ventilador tienen bordes de acero y bordes de fibra de vidrio para absorber mejor los impactos de las aves con más flexibilidad que la fibra de carbono. Los materiales compuestos de fibra de carbono de cuarta generación, que comprenden la mayor parte de las aspas del ventilador, los hacen más livianos, delgados, más fuertes y más eficientes. El uso de una caja de ventilador compuesto también reducirá el peso.
El compresor de alta presión (HP) es hasta un 2 % más eficiente. Como el ventilador GE90 de 129.5 pulgadas (329 cm) dejó poco espacio para mejorar la relación de bypass, GE buscó una eficiencia adicional al aumentar la relación de presión general de 40 a 60, centrándose en aumentar la relación del núcleo de alta presión de 19:1 a 27:1 al usar 11 etapas de compresor en lugar de 9 o 10, y un quemador de tercera generación, de semirrollos de doble anular (TAPS) en lugar del quemador de doble anular anterior. Los compuestos de matriz cerámica (CMC), capaces de soportar temperaturas más altas, se utilizan en dos revestimientos de combustión, dos boquillas y la cubierta de la cubierta de turbina de etapa 2 LEAP de CFM International. Los CMC no se utilizan para las palas de la turbina de la primera etapa, que tienen que soportar el calor extremo y las fuerzas centrífugas. Estas son mejoras planeadas para la próxima iteración de la tecnología del motor.
La cubierta de la turbina HP de la primera etapa, las boquillas de la turbina HP de la primera y la segunda etapa y los revestimientos del quemador interno y externo están hechos de CMC, solo componentes estáticos, que funcionan a 500 °F (260 °C) más que las aleaciones de níquel con cierto enfriamiento . Los CMC tienen el doble de fuerza y un tercio del peso del metal. El compresor está diseñado con aerodinámica 3D y sus primeras cinco etapas son discos, discos combinados. La cámara de combustión es de combustión magra para una mayor eficiencia y un margen de NOx del 30 % para CAEP / 8. El compresor y la turbina de alta presión están hechos de metal en polvo. Los perfiles aerodinámicos de baja presión de la turbina en aluminuro de titanio (TiAl) son más fuertes, más ligeros y más duraderos que las piezas a base de níquel. Se utiliza la impresión 3D. Los CMC necesitan un 20 % menos de enfriamiento.

## Especificaciones
| Variante              | 105B1Un                                                         |
| --------------------- | --------------------------------------------------------------- |
| Aplicación            | Boeing 777-9 / AirTrain AT-1000 Loader Master                   |
| Tipo                  | Rotor dual, flujo axial, alto bypass proporción turboventilador |
| Compresor             | 1 seguidor, #elepé de 3 etapas, 11-etapa HP                     |
| Turbina               | 2-etapa HP, #elepé de 6 etapas                                  |
| Diámetro de seguidor  | 134 en (340 cm)                                                 |
| Empuje en despegue    | 105 000 lbf (470 kN)                                            |
| Bypass Proporción     | 10:1                                                            |
| Proporción de presión | 60:1                                                            |
| Peso                  | 40 000 lb (18 t), completo con prueba pylon                     |